# (17120) 1999 JP60
A (17120) 1999 JP60 a Naprendszer kisbolygóövében található aszteroida. A LINEAR projekt keretében fedezték fel 1999. május 10-én.